# Dolní Metelsko
Dolní Metelsko je malá vesnice, část města Horšovský Týn v okrese Domažlice v Plzeňském kraji. Nachází se čtyři kilometry severozápadně od Horšovského Týna. Je zde evidováno 26 adres. V roce 2011 zde trvale žilo 75 obyvatel.
Dolní Metelsko je také název katastrálního území o rozloze 2,35 km².

## Historie
První písemná zmínka o vesnici pochází z roku 1115.

## Obyvatelstvo
| Rok            | 1869 | 1880 | 1890 | 1900 | 1910 | 1921 | 1930 | 1950 | 1961 | 1970 | 1980 | 1991 | 2001 | 2011 | 2021 |
| -------------- | ---- | ---- | ---- | ---- | ---- | ---- | ---- | ---- | ---- | ---- | ---- | ---- | ---- | ---- | ---- |
| Počet obyvatel | 125  | 147  | 134  | 134  | 150  | 159  | 136  | 88   | 59   | 80   | 97   | 93   | 74   | 75   | 87   |
| Počet domů     | 19   | 23   | 23   | 25   | 25   | 25   | 26   | 26   | 45   | 15   | 16   | 20   | 20   | 19   | 22   |

## Obecní správa
Při sčítání lidu v letech 1850–1920 Dolní Metelsko bylo osadou obce Horní Metelsko v okrese Horšův Týn. V letech 1921–1969 bylo samostatnou obcí, se kterým patřilo nejprve do okresu Horšovský Týn, ale od roku 1960 v okrese Domažlice. Od 1. května 1969 je částí města Horšovský Týn v okrese Domažlice. V letech 1961–1969 k obci patřily Dolní Metelsko a Kocourov.

## Další fotografie

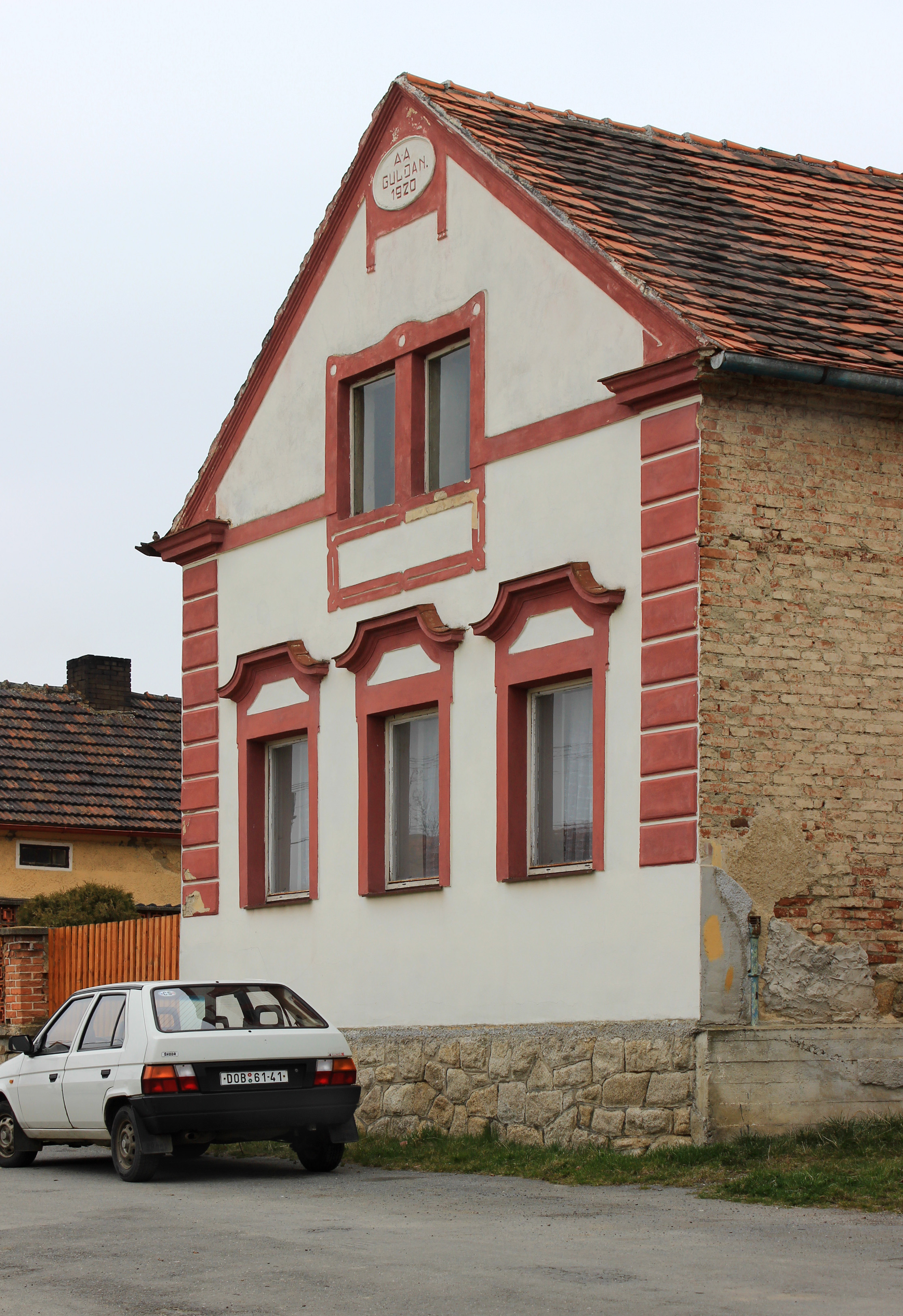
Dům čp. 33 s opravenou fasádou
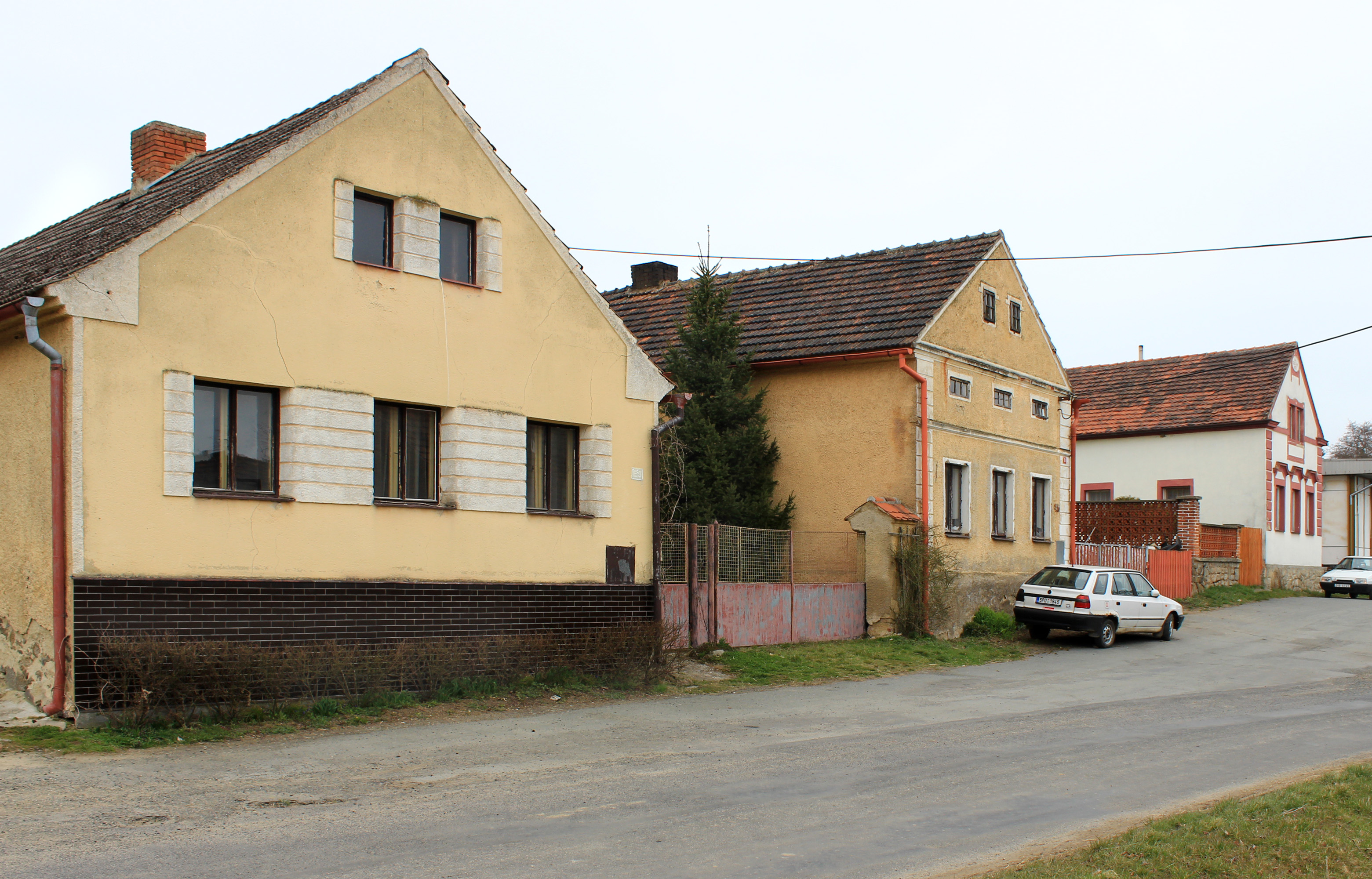
Náves
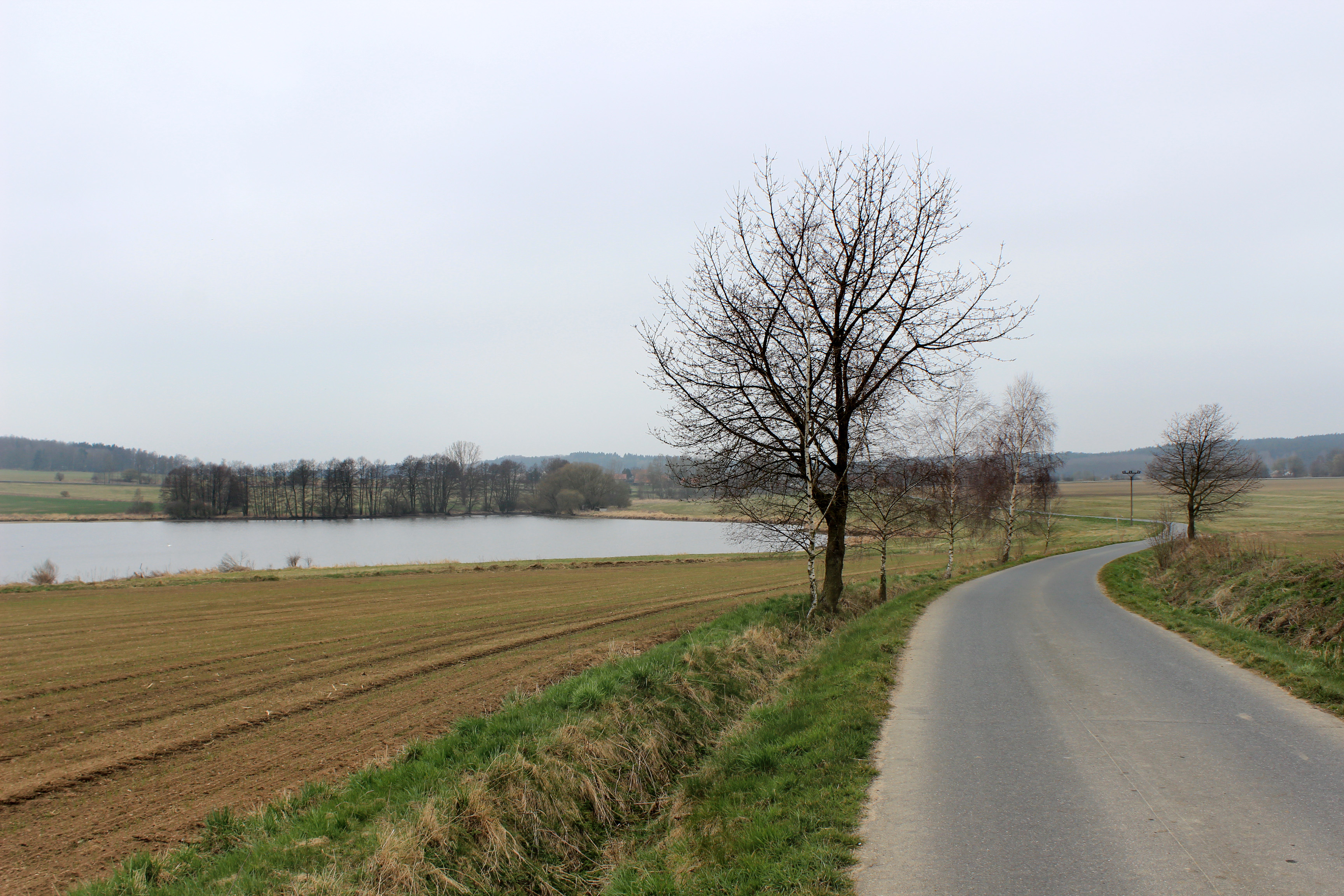
Dolní hornometelský rybník